# Hudson Hawk (película)
Hudson Hawk (El Halcón está suelto, en Hispanoamérica; El gran halcón, en España) es una película estadounidense de 1991 englobada dentro de la comedia acción y dirigida por Michael Lehmann. Bruce Willis, además de protagonizarla, fue uno de los autores del guion y de la canción principal. Danny Aiello, Andie MacDowell, James Coburn, David Caruso, Lorena Toussaint, Frank Stallone, Sandra Bernhard, y Richard E. Grant son algunos de los protagonistas.
A pesar de ser una película de imagen real, el guion y los gags están fuertemente influidos por los dibujos animados, el slapstick, y están plagados de efectos de sonido y de un humor absurdo que recuerda a los cartoons clásicos de Tex Avery y Bugs Bunny. El argumento hace una parodia de las teorías de conspiración, de las sociedades secretas y del estilo "clockpunk".

## Resumen
Eddie "Hudson Hawk" Hawkins (Bruce Willis) es un experto ladrón que intenta celebrar su primer día fuera de la cárcel tomándose un cappuccino. Antes de que lo pueda conseguir, es víctima de un chantaje por varias entidades, incluyendo su propio agente de la condicional, una familia de la Mafia y la CIA, para obligarle a hacer varios robos junto a su socio Tommy "Cinco-Tonos" Messina (Danny Aiello).

## Reparto
- Bruce Willis es Eddie Hawkins/Hudson Hawk.[4]
- Danny Aiello es Tommy "Cinco-Tonos" Messina.
- Andie MacDowell es Anna Baragli.
- James Coburn es George Kaplan.
- Sandra Bernhard es Minerva Mayflower.
- Richard E. Grant es Darwin Mayflower.
- Donald Burton es Alfred.
- Andrew Bryniarski es Butterfinger.
- David Caruso es Kit Kat.
- Lorena Toussaint es Alegría.
- Don Harvey es Snickers.
- Doug Martin es Igg.
- Steve Martin es Ook.
- Leonardo Cimino es El Cardenal.
- Frank Stallone es Cesar Mario.
- Carmine Zozzara es Antony Mario.
- Enrico Lo Verso es Aprendiz.
- Frank Welker es Bunny el Perro (voz).
- William Conrad es El Narrador.

## Banda sonora
El álbum de banda sonora fue publicado por Varèse Sarabande en 1991, tiene once pistas y estuvo compuesto por Michael Kamen con Robert Kraft; Kraft también escribió la canción "Hawk Swing".
1. "Hudson Hawk Theme" - Dr. John (05:38)
2. "Swinging on a Star" - Bruce Willis and Danny Aiello (02:53)
3. "Side by Side" - Bruce Willis and Danny Aiello (02:18)
4. "Leonardo" (04:55)
5. "Welcome to Rome" (01:46)
6. "Stealing the Codex" (01:58)
7. "Igg and Ook" (02:22)
8. "Cartoon Fight" (02:54)
9. "The Gold Room" (05:57)
10. "Hawk Swing" (03:41)
11. "Hudson Hawk Theme" (instrumental) (05:18)

## Recepción
Hudson Hawk fue masacrada por los críticos. En Tomates Podridos, la película tiene un índice de 26%. En Metacritic, la película tiene una puntuación de 17 sobre 100.
Recibió tres Razzie a Peor Director (Michael Lehmann), Peor Guion y Peor Película, además de estar nominada a Peor Actor (Bruce Willis), Peor Secundario (Richard E. Grant) y Peor Secundaria (Sandra Bernhard). En su autobiografía, Con Uñas, Richard E. Grant cuenta que el rodaje fue delirante.
La película fue también un gran fracaso de taquilla, en parte porque se anunció como una película de acción cuando en realidad era una comedia surrealista. Cuando la película se editó en vídeo se intentó remediar este equívoco, pero ya era demasiado tarde .

## Videojuego
Un videojuego basado en la película fue publicado en 1991 bajo el título "Hudson Hawk" para NES y Game Boy, Commodore 64, Amiga, ZX Spectrum, y Atari ST. Es un arcade donde el jugador tiene que robar el Sforza y el Códice de la casa de subastas y de Vaticano, respectivamente. Los enemigos incluyen conserjes, fotógrafos, monjas asesinas y un jugador de tenis (presumiblemente Darwin Mayflower).